# Saharat Posri
Saharat Posri (Thai: สหรัฐ โพธิ์ศรี; * 11. April 1994 in Kamphaengphet), auch als Mike bekannt, ist ein thailändischer Fußballspieler.

## Karriere
Saharat Posri spielte bis Mitte 2019 beim Khon Kaen FC. Wo er vorher gespielt hat, ist unbekannt. Der Verein aus Khon Kaen spielte in der zweiten Liga, der Thai League 2. Nach der Hinserie wechselte er nach Pathum Thani, wo er sich dem Ligakonkurrenten BG Pathum United FC anschloss. Mit dem Verein wurde er am Ende der Saison Meister der Thai League 2 und stieg somit in die erste Liga auf. Für den Club spielte er achtmal in der zweiten Liga. Nach einer überragenden Saison 2020/21 wurde BG am 24. Spieltag mit 19 Punkten Vorsprung thailändischer Fußballmeister. Im August 2021 wechselte der Mittelfeldspieler zum Zweitligisten Chiangmai FC. Am Ende der Saison 2023/24 belegte er mit dem Klub den vierten Tabellenplatz und qualifizierte sich somit für die Aufstiegsspiele zur ersten Liga. Hier konnte man sich jedoch nicht durchsetzen. Nach 74 Ligaspielen wechselte er im Sommer 2024 zum Erstligisten Khon Kaen United FC. Für den Verein aus Khon Kaen bestritt er sechs Ligaspiele. Im Dezember 2024 wurde sein Vertrag nicht verlängert. Im gleichen Monat nahm ihn der ebenfalls in der ersten Liga spielende Nongbua Pitchaya FC aus Nong Bua Lamphu unter Vertrag. Am Ende der Saison 2024/25 belegte er mit Nongbua den 14. Tabellenplatz und musste somit in die zweite Liga absteigen.

## Erfolge
BG Pathum United FC
- Thailändischer Meister: 2020/21
- Thailändischer Zweitligameister: 2019  ▲